# Округ Свидњик
Округ Свидњик (слч. Okres Svidník) округ је у Прешовском крају, у Словачкој Републици. Административно средиште округа је град Свидњик.

## Географија
Налази се у сјеверном дијелу Прешовског краја.
Граничи:
- на сјеверу је Пољска,
- источно Округ Стропков,
- западно Округ Бардјејов,
- јужно Округ Прешов и Округ Вранов на Топлој.

Клима је умјерено континентална.

## Становништво
| Година:    | 1994.  | 2004.   | 2014.   | 2024.   |
| ---------- | ------ | ------- | ------- | ------- |
| Број људи: | 32 982 | 33 399  | 32 997  | 31 041  |
| Разлика:   |        | +1,26 % | -1,20 % | -5,92 % |

| Година:    | 2023.  | 2024.   |
| ---------- | ------ | ------- |
| Број људи: | 31 183 | 31 041  |
| Разлика:   |        | -0,45 % |

Према подацима о броју становника из 2011. године округ је имао 33.181 становника. Словаци чине 71,90% становништва.
| Етнички састав (2011)‍ | Етнички састав (2011)‍ | Етнички састав (2011)‍ | Етнички састав (2011)‍ | Етнички састав (2011)‍ |
| --------------------- | --------------------- | --------------------- | --------------------- | --------------------- |
|                       |                       |                       |                       |                       |
| Словаци               | Словаци               |                       | 0                     | 71,90%                |
| Рутени                | Рутени                |                       | 0                     | 14,56%                |
| Роми                  | Роми                  |                       | 0                     | 3,98%                 |
| Украјинци             | Украјинци             |                       | 0                     | 1,20%                 |
| остали, непознато     | остали, непознато     |                       | 0                     | 8,36%                 |

## Насеља
У округу се налази два града и 66 насељених мјеста. Градови су Гиралтовце и Свидњик.